# Trilogia das Novas Famílias
Trilogia das Novas Famílias es una película del año 2008.

## Sinopsis
Trilogía de las nuevas familias está compuesta por tres cortos documentales que enseñan los rostros y hacen oír las voces de los huérfanos que deja el sida. Esta película de Isabel Noronha pone en evidencia el fenómeno de desintegración sufrido por el tejido social y familiar de Mozambique a causa del sida. A pesar de ser una realidad cada vez más alarmante, en la mayoría de los casos, pasa desapercibida.